# Araneus juniperi
Araneus juniperi är en spindelart som först beskrevs av James Henry Emerton 1884.  Araneus juniperi ingår i släktet Araneus och familjen hjulspindlar. Inga underarter finns listade i Catalogue of Life.